# Jeremy Rowley

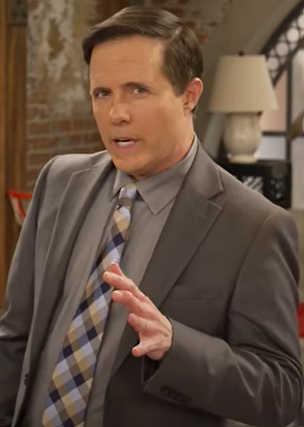
Jeremy Rowley

Jeremy Rowley (* 12. Juni 1978 in New York City) ist ein US-amerikanischer Schauspieler. In den USA ist er als Komiker bekannt, in Europa wurde er mit der Rolle des Portiers Lewbert in der Serie iCarly bekannt.

## Filmografie

### Serien/Gastrollen
- Free Willy (1993)
- Charmed – Zauberhafte Hexen (1999)
- Strip Mall (2000)
- All That (2000–2002)
- Immer wieder Jim (2002–2003)
- I’m With Her (2003)
- Terry Tate, Office Linebacker (2004)
- Out of Practice – Doktor, Single sucht … (2005)
- Free Ride (2006)
- Mind of Mencia (2006)
- Lovespring International (2006)
- America’s Next Top Model, Cycle 6 (2006)
- Drake & Josh (2007)
- iCarly (2007–2012)
- Reno 911! (2007–2008)
- Chocolate News (2008)
- The Jay Leno Show (2010)
- Desperate Housewives (2011–2012)
- 2 Broke Girls (2012)

### Filme
- 2000: Coyote Ugly
- 2007: Fantastic Movie
- 2007: Cougar Club
- 2008: iCarly: Trouble in Tokio
- 2009: iCarly: Schluss mit Lustig
- 2009: iCarly: Vier Fäuste für iCarly
- 2009: iCarly: Böse Verliebt
- 2012: iCarly: Ciao Carly

### Synchronisation
- 2017–2018: Bunsen ist ein Biest